# Escándalo del miti-miti
El Escándalo del miti-miti fue un hecho de corrupción en Colombia, ocurrido en julio de 1997 durante la administración del presidente Ernesto Samper, en medio del Proceso 8.000. El escándalo del miti-miti surgió a raíz de una conversación telefónica entre los ministros de Energía Rodrigo Villamizar y de Comunicaciones Saulo Arboleda en el que buscaban sacar partida de un trámite para la licitación de 81 emisoras en frecuencia modulada (FM), en particular, acordaron telefónicamente la adjudicación de una emisora de radio de frecuencia modulada en la ciudad de Cali. La conversación fue grabada y difundida por desconocidos.
La conversación "chuzada" fue publicada por la Revista Semana, y develó cómo había funcionado la adjudicación de las emisoras. Arboleda, con una actitud catalogada por los medios como "cínica y descarada", aseguró que su conducta fue "transparente, ceñida a las normas, sin preferencias, ni privilegios" y "que no se arrepiente de nada". Los ministros renunciaron antes de ser separados del cargo, por lo que no pudieron ser destituidos por su mal comportamiento. Además de esto, el presidente Samper les dio la oportunidad de renunciar y aceptarles la renuncia.

## Aparte de la grabación telefónica
- Saulo Arboleda: OK, y hay que arreglar la cosa con estos periodistas para que esto quede miti-miti, ¿Oíste?
- Rodrigo Villamizar: Ah, no, eso sí, eso sí, dejémoslo entonces 50, 50.
- Saulo Arboleda: Eso, miti ellos y miti los amigos del Presidente, ¿Correcto?

## Sanciones
En 1999, el exministro de Comunicaciones Saulo Arboleda recibió una sanción disciplinaria con multa equivalente a 90 días de salario e inhabilidad para ejercer cargos públicos por igual periodo el 25 de octubre de 2000, fecha en que fue condenado por la Corte Suprema de Justicia. Pero el 22 de febrero de 2005, la Procuraduría General de la Nación apeló ante el Consejo de Estado el fallo del Tribunal Administrativo de Cundinamarca que buscaba anular dicho precedimiento. El concepto de la Procuraduría interpretó que la sanción impuesta por la concesión irregular de emisoras en FM, fue adoptada en derecho y durante el desarrollo del proceso donde se respetaron todas las garantías procesales por lo que no hubo violación al debido proceso ni al derecho de defensa como lo sostiene el Tribunal. Para la Procuraduría, Arboleda planeó entregar el monopolio del espectro electromagnético a un proponente que no estaba dentro de lo estipulado en las cláusulas de la licitación.

## Aclaraciones y hechos sobrevinientes en el proceso
En 1997 el Gobierno Nacional, en cabeza del Ministerio de Comunicaciones, llevó a cabo una licitación para adjudicar, a lo largo del territorio, 81 emisoras en frecuencia modulada (FM). En Cali, una de las emisoras a entregar presentó un empate en el primer lugar entre tres de los proponentes. La alternativa que en su momento surgió fue la de dividir en dos mitades la emisora y, de esta manera, no marginar a dos de los finalistas. En ese momento, y a esto es que hace alusión la expresión “Miti-Miti” en la grabación obtenida de manera ilegal, la solución planteada por los ministros, fue la de otorgar una mitad a uno de los proponentes que había empatado en el primer lugar, y la otra mitad al otro de los proponentes que había empatado en ese mismo primer lugar. Al haber cumplido con los requisitos necesarios para concursar en la licitación y satisfacerlos, estos proponentes ya habían ganado su derecho a ser adjudicatarios de la emisora.
Uno de los mecanismos generalmente utilizados para dirimir empates en procesos de contratación pública es el uso de una balota (básicamente la suerte decide), sin embargo la Procuraduría General de la Nación, en un concepto producido dos días antes de la adjudicación de las emisoras, ordenó al Ministro Arboleda no usar la balota para desempatar, por lo que la única salida viable era adjudicar las emisoras “a dedo” y así mantener en pie la adjudicación de las 81 estaciones de radio. 
En su momento la justicia colombiana habló de un caso de “interés ilícito en celebración de contratos”, no de corrupción. De hecho, el entonces presidente de la Sala Penal de la Corte Suprema de Justicia de la República de Colombia, Édgar Lombana, así lo explicó: “Que haya habido utilidad ilícita para el doctor Arboleda, pues no, definitivamente no”.
Si bien es cierto que el ambiente político del momento era difícil por causa del proceso 8.000 y los cuestionamientos a la administración Samper, el caso de la adjudicación de esta emisora en Cali no tuvo nada que ver con este proceso. Se trató de dos casos separados, enmarcados en una coyuntura institucional débil y un gobierno desgastado ante la opinión pública.
Sobre el proceso licitatorio de las 81 emisoras adjudicadas, ninguna entidad investigadora encontró irregularidad alguna, ni siquiera en la de la grabación. Sin embargo, por los hechos acá reseñados, esta emisora no se entregó. La grabación no fue producto de una orden judicial; fue ilegal, lo que la hace una prueba ilícita dentro de este caso ante la justicia colombiana.
El proceso para Villamizar terminó sin sentencia. Su proceso judicial prescribió en 2009. Arboleda fue condenado, y con nuevas pruebas y diferentes instancias agotadas desde que inició el caso, su proceso no ha sido aceptado para revisión.

## Obras sobre el escándalo
- Los Secretos del Miti-Miti, Saulo Arboleda Gómez (2002),[8] ISBN 978-958-33-4049-9